# اندیس سنگ تزئینی ۳۵۰۵
سنگ تزئینی ۳۵۰۵ یک اندیس مصالح ساختمانی است که در حوالی شهر چاهک استان فارس قرار دارد و مادهٔ معدنی موجود در آن، سنگ تزئینی است.سنگ میزبان این اندیس سنگ آهک آسماری است و دیرینگی آن به دوران ائو- الیگوسن می‌رسد. 